# Centrosema angustifolium
Centrosema angustifolium là một loài thực vật có hoa trong họ Đậu. Loài này được (Kunth) Benth. miêu tả khoa học đầu tiên.